# Mustafa Samican Keskin
Mustafa Samican Keskin (* 14. August 1993 in Adana) ist ein türkischer Fußballspieler.

## Karriere
Keskin begann mit dem Vereinsfußball in der Jugend von Kuzey Adanaspor und spielte anschließend für die Jugendmannschaft Adanaspor. Im Sommer 2011 erhielt er hier einen Profivertrag, war aber weiterhin überwiegend für die Reservemannschaft tätig. Er wurde aber am Training der Profis beteiligt und debütierte zur Winterpause der Saison 2012/13 hin für die Profimannschaft. Mit seinem Verein beendete er die 2015/16 als Meister der TFF 1. Lig und stieg mit ihm in die Süper Lig auf.
Im Sommer 2017 wechselte er zum Zweitligisten Gazişehir Gaziantep FK und wurde von ihm für die Rückrunde der Saison 2018/19 an den Drittligisten Manisa Büyükşehir Belediyespor ausgeliehen.

## Erfolge
Mit Adanaspor
- Meister der TFF 1. Lig und Aufstieg in die Süper Lig: 2015/16